# Зелёный, Лев Матвеевич
Лев Матве́евич Зелёный (род. 23 августа 1948, Москва) — советский и российский физик, специалист в области физики космической плазмы, физики солнечно-земных связей, нелинейной динамики и исследования планет. Академик РАН (2008, членкор 2003), доктор физико-математических наук, профессор, директор Института космических исследований РАН (2002—2017), с которым связана  вся его карьера, ныне его научный руководитель. Вице-президент РАН в 2013—2017 годах, член Президиума РАН. Иностранный член Болгарской АН (2008), действительный член Международной академии астронавтики.
Основным направлением научной деятельности является физика космической плазмы. Им опубликовано более 700 научных статей, он имеет около 7000 цитирований своих работ, опубликованных после 1975 года. Один из самых цитируемых российских учёных, Индекс Хирша — 46.

## Биография
Закончил московскую физико-математическую школу № 444. В 1972 году окончил факультет аэрофизики и космических исследований МФТИ. С того же 1972 года работает в Институте космических исследований РАН. Физикой космической плазмы начал заниматься под началом Альберта Галеева.
В 1992–2002 годах научный координатор проекта «Интербол». Являлся научным руководителем Российской лунной программы, проекта «Резонанс», российской части проекта ЭкзоМарс.
- Член бюро Отделения физических наук РАН.
- Руководитель Совета по координации научных исследований при Президиуме Российской академии наук по направлению «космические технологии, прежде всего, связанные с телекоммуникациями и системой ГЛОНАСС, а также развитие наземной инфраструктуры» (с 2009)[2].
- Член бюро Совета РАН по работе с учёными-соотечественниками, проживающими за рубежом.
- Заместитель председателя Совета РАН по космосу.
- Член бюро COSPAR[3].
- член президиума научно-технического совета Роскосмоса, руководитель Межведомственной экспертной комиссии по космосу[4].

## Награды
- Медаль ордена «За заслуги перед Отечеством» II степени (1 октября 2021) — за большой вклад в развитие науки и многолетнюю добросовестную работу[5].
- Премия Президента Российской Федерации в области образования (25 января 2005) — за работу «Новое направление в системе подготовки специалистов высшей квалификации в области космической науки и техники на основе интеграции фундаментального и прикладного образования с использованием современных информационных технологий»[6].
- Офицерский крест ордена Заслуг перед Республикой Польша (8 октября 2004, Польша) — за выдающийся вклад в развитие польско-российского научного сотрудничества[7].
- Золотая медаль имени В. Л. Гинзбурга (2021) — за цикл работ «Токовые слои и пересоединение магнитных полей в космической плазме».
- Премия имени К.Э. Циолковского (5 декабря 2023) — за цикл работ, посвященный подготовке и реализации проектов ФКП 1995-2023 гг. в области фундаментальных космических исследований